# Vagner Pereira Costa
Vagner Pereira Costa (* 1. Juni 1987 in Ourinhos, Brasilien) ist ein brasilianischer Fußballspieler.

## Karriere
Vagner Pereira Costa begann seine Karriere in seinem Heimatland bei União Barbarense und schoss zehn Tore in 22 Spielen. Danach war er in Belarus für den FK Darida und den FK Hranit Mikaschewitschy aktiv. 2010 wurde der Stürmer vom kasachischen Verein Ordabassy Schymkent verpflichtet.

## Erfolge
- Kasachischer Fußballpokalsieger: 2011